# سانت أربينو
سانت أربينو (بالإيطالية: Sant'Arpino)‏ هي كومونا في مقاطعة كزرتة في منطقة كمبانية الإيطالية، وتقع على بعد 11 كيلومترًا (7 ميل) شمال غرب نابولي، و12 كيلومترًا (7 ميل) جنوب غرب كزرتة.